# Ernolatia plana
Ernolatia plana är en fjärilsart som beskrevs av Walker 1865. Ernolatia plana ingår i släktet Ernolatia och familjen silkesspinnare. Inga underarter finns listade i Catalogue of Life.